# 于爾根·舒爾特
于爾根·舒爾特（德語：Jürgen Schult，1960年5月11日—）是德國田徑運動員及現時擲鐵餅世界紀錄保持者，該項紀錄是現時男子田徑世界紀錄中保持最長。舒爾特亦是1988年漢城奧運會男子擲鐵餅金牌得主，他於1988年10月1日代表東德取得最後一面奧運會金牌。後來因為東西德統一加入德國隊，先後獲得1992年奧運會銀牌得主和1999年世錦賽亞軍。在1996年及2000年奧運會男子擲鐵餅第六名及第八名完成賽事。
由於東德抵制1984年洛杉磯奧運會舒爾特因而無法首次參加奧運，但2年後的1986年6月6日他以74.08米打破蘇聯運動員Yuriy Dumchev保持的擲鐵餅世界紀錄，比舊紀錄多出2.22米。該項紀錄曾是保持时间最长的男子田徑世界紀錄，直到2024年才被打破。

## 外部連結
- 于爾根·舒爾特在的頁面